# Tami Grende
Tami Grende (ur. 22 czerwca 1997 w Denpasarze) – indonezyjska tenisistka, zwyciężczyni wielkoszlemowego Wimbledonu 2014 w grze podwójnej dziewcząt.
Zadebiutowała w maju 2013 roku jako szesnastolatka w turnieju ITF w Tarakanie, w którym wystąpiła dzięki dzikiej karcie. Przegrała z Samanthą Murray w pierwszej rundzie i odpadła z turnieju.
W 2014 roku zadebiutowała w rozgrywkach Pucharu Federacji.
W czerwcu 2014 roku razem z Ye Qiuyu wygrały juniorski turniej Wimbledon w grze podwójnej, pokonując w finale parę Marie Bouzková–Dalma Gálfi

## Finały juniorskich turniejów wielkoszlemowych

### Gra podwójna (1)
| Końcowy wynik | Rok  | Turniej   | Nawierzchnia | Partnerka | Przeciwniczki              | Wynik finału |
| Zwyciężczyni  | 2014 | Wimbledon | Trawiasta    | Ye Qiuyu  | Marie Bouzková Dalma Gálfi | 6:2, 7:6(5)  |